# Index Ventures
Index Ventures es un fondo de capital riesgo con sede en Ginebra, Suiza. Se cree, que actualmente gestiona fondos de 500 millones de euros. Tornado Insider - Radar company - Index Ventures El fondo principalmente invierte en proyectos de tecnología y ciencias de la vida . Las inversiones más famosas realizadas hasta la fecha han sido las de Skype, MySQL, y Betfair.
Todo y que el fondo está basado en Europa y está centrado principalmente (aunque no de manera exclusiva) en inversiones europeas, Index es conocido por seguir la filosofía de inversión típica de los fondos de "venture capital" de la Silicon Valley. Index mantiene relaciones estrechas con la Silicon Valley, algo inusual en un inversor europeo.
En 2007 Daniel Rimer, socio de Index, fue incluido por la prestigiosa revista Forbes en su Midas List como uno de los 25 mejores gestores de capital riesgo del mundo. 

## Compañías y productos en los que Index ha invertido
Index Ventures a menudo invierte en Software y Comercio electrónico. El fondo por lo general hace entre 25 y 48 inversiones por año. A fecha de noviembre de 2020, Index Ventures ha tenido 38 unicornios, incluido Slack, Dropbox y Supercell. Normalmente invierte en las siguientes rondas después de Spark Capital, Oreilly AlphaTech Ventures y The Accelerator Group.
- Skype
- Stardoll
- MySQL
- Betfair
- Perplex City
- Glassesdirect
- Viagogo
- Spot Runner
- Joost
- Groupalia
- Edmodo

## Página corporativa
- Sitio web

- Datos: Q3809397